# David Johansson (1859–1934)
David Johansson, född 23 juni 1859 i Säby församling, Jönköpings län, död 23 april 1934 i Örberga församling, Östergötlands län, var en svensk präst.

## Biografi
David Johansson föddes 1859 på Lilla Säthälla i Säby socken. Han var son till hemmansägaren Johan Adolfsson och Eva Sofia Jonsdotter. Johansson studerade vid Fjellstedtska skolan och i Linköping. Han studerade även vid repetitionskursen till studentexamen och mogenhetsexamen vid Södra latinläroverket i Stockholm. Johansson blev höstterminen 1885 student vid Uppsala universitet och avlade 27 maj 1887 teleogisk filosofisk examen, 31 januari 1889 teoretisk teologisk examen, 14 december 18819 praktisk teologisk examen och 17 december 1889 folkskollärarexamen. Han prästvigdes 30 januari 1890 och blev 4 april 1891 komminister i Nässja församling, tillträdde 1893. Johansson sökte som fjärde provpredikant till kyrkoherdetjänsten i Örberga pastorat och fick den 2 oktober 1908, samt tillträdde direkt. Han blev 1920 kontraktsprost i Dals kontrakt och var ledamot av Vasaorden. Johansson avled 1934 i Örberga socken.

### Familj
Johansson gifte sig första gången 23 juni 1894 med Maria Amalia Birgitta Sofia Wahlén (1871–1895), dotter till kyrkoherden i Norra Vi församling. De fick tillsammans dottern Eva Maria Amalia Johansson (1895–1901).
Han gifte sig andra gången 28 augusti 1902 med Anna Elisabeth Hollman (född 1883), dotter till handlanden Frans August Johansson i Vadstena och Emilie Charlotta Hollman. De fick tillsammans barnen David Erik Johansson (1903–1903), David Elis Johansson (född 1906), Folke Olof Johansson (född 1909) och Dagmar Elsa Elisabeth Johansson (född 1911).